# Catedral de San Juan Evangelista (Boise)
La Catedral de San Juan Evangelista (en inglés: Cathedral of St. John the Evangelist) también conocida simplemente como la catedral de San Juan, es una catedral católica en Boise, Idaho, Estados Unidos. Es la sede de la diócesis de Boise, y está incluida en el Registro Nacional de Lugares Históricos. La primera iglesia católica en Boise fue dedicada el día de Nochebuena de 1870, pero fue destruida en un incendio 18 días después. Otra estructura fue construida para que sirviera como la catedral del Vicariato Apostólico de Idaho, establecida el 5 de marzo de 1883, y de la Diócesis de Boise después de su creación el 25 de agosto de 1893.